# Усадьба Бетльяр
Бетльяр (словац. Betliar) — усадьба близ Рожнявы в гемерском регионе Словакии. Входит в список национальных памятников культуры Словакии.

## История
Усадьба была построена Иштваном Андраши в начале XVIII века на месте ренессансного замка семьи Бебеки. В 1880—1886 годах была проведена перестройка в стиле французского охотничьего замка. В замке находится множество коллекций: книг, картин и прочих предметов искусства. В парке вокруг посажены редкие виды деревьев а также находится остаток девственного тисового леса.